# استون کواری میلز (ایندیانا)
استون کواری میلز (به انگلیسی: Stone Quarry Mills) یک منطقهٔ مسکونی در ایالات متحده آمریکا است که در شهرستان هنری، ایندیانا واقع شده‌است.